# Dipsosphecia
Dipsosphecia är ett släkte av fjärilar. Dipsosphecia ingår i familjen glasvingar.

## Dottertaxa tillDipsosphecia, i alfabetisk ordning[1]
- Dipsosphecia algeriensis
- Dipsosphecia algirica
- Dipsosphecia armoricana
- Dipsosphecia athaliaeformis
- Dipsosphecia atlantica
- Dipsosphecia bestianeli
- Dipsosphecia ceiformis
- Dipsosphecia dancaudani
- Dipsosphecia deniba
- Dipsosphecia dioctriiformis
- Dipsosphecia dispar
- Dipsosphecia ducellieri
- Dipsosphecia dumonti
- Dipsosphecia flavida
- Dipsosphecia fulvusororcula
- Dipsosphecia gruneri
- Dipsosphecia hannemanni
- Dipsosphecia himmighoffeni
- Dipsosphecia hymenopteriformis
- Dipsosphecia ili
- Dipsosphecia jakuta
- Dipsosphecia lactea
- Dipsosphecia lomatiaeformis
- Dipsosphecia louisae
- Dipsosphecia luticornis
- Dipsosphecia mamertina
- Dipsosphecia megillaeformis
- Dipsosphecia miranda
- Dipsosphecia montis
- Dipsosphecia nazir
- Dipsosphecia nigricornis
- Dipsosphecia ninae
- Dipsosphecia norma
- Dipsosphecia oberthuri
- Dipsosphecia obesa
- Dipsosphecia odyneriformis
- Dipsosphecia palariformis
- Dipsosphecia parthica
- Dipsosphecia powelli
- Dipsosphecia romanovi
- Dipsosphecia rondoni
- Dipsosphecia rothschildi
- Dipsosphecia rubefactor
- Dipsosphecia rubrescens
- Dipsosphecia schwingenschussi
- Dipsosphecia senilis
- Dipsosphecia sirphiformis
- Dipsosphecia strandi
- Dipsosphecia teleta
- Dipsosphecia tengyraeformis
- Dipsosphecia tristis
- Dipsosphecia tshimgana
- Dipsosphecia tunetana
- Dipsosphecia uroceriformis
- Dipsosphecia vidua
- Dipsosphecia vulcanica